# 多明尼加的海地人
多明尼加的海地人，是指在多明尼加共和國工作和生活的海地人及他們後裔，在20世初開始，海地人成為多明尼加最大的移民群體。

## 歷史
在多明尼加1844年獨立戰爭終結後，海地人因農地短缺受政府鼓勵移民至多明尼加邊界。在1874年海地軍事佔領La Miel谷地和Rancho Mateo，1899年，海地政府聲稱多明尼加共和國中西部和西南部及恩里基洛湖西部海地人已佔人口大多數。
然而，海地人到該國其他地區是美國1915年佔領全西班牙島後。1916年左右，當美資糖業公司為節省成本，每年進口數千名海地員工。
1935年的人口普查顯示，一些邊境城鎮為海地人佔多數，在1920年-1935年之間多明尼加的海地人數目增長了一倍。1930年代多明尼加獨裁者拉斐爾·特魯希略強加給外籍勞工的限制，並下令在邊境地區驅逐海地人，但這些措施失敗，原因是涉及多明尼加軍人，民事當局，以及美資製糖企業的腐敗，和無證海地移民的販賣。1937年4月後，古巴開始驅逐十萬海地人出境，這導致失業的海地人到來集體到多明尼加共和國。1937年8月特魯希略接到關於海地人搶劫的投訴，並決定發動一次屠殺(香菜大屠殺)。
作為屠殺的結果，多明尼加共和國支付給海地$525,000美元作為賠償(2014年折合$8.61億美元）。作為報復，海地政府也曾試圖推翻特魯希略。
1937年的事件後，海地人暫停移民到多明尼加。直到1952年保羅·歐仁·馬格盧瓦爾與特魯希略達成協議，每年提供十萬海地勞動者到多明尼加甘蔗園工作，多明尼加政府則支付他們相應薪金。
在20世紀60年代，特魯希略的獨裁政權倒台後，海地移民激增。在华金·巴拉格尔1960-65年30000海地人進入多明尼加共和國。而和海地也簽署合同，每年進口10000名臨時工人收割甘蔗(每人月薪59美元，大部分收入落入杜瓦里埃手中)。
2010年海地地震發生後，多明尼加國內的海地人增加到2000000人，其中大部分人非法移民。人權組織估計只有70000人是合法登記居民。

## 經濟和社會問題
許多海地人遷移到多明尼加共和國主要是為了逃離海地的貧困，因海地比多明尼加共和國窮得多。 許多海地移民或他們的後代在多明尼加從事的也是低技術低薪金工作，如清潔，建造業和種植園工作。
非法海地移民的孩子正處於無國籍狀態，因為海地政府拒絕為其最貧窮的公民提供如文檔等基本服務，海地法律規定，兒童父母一方是海地人即有海地國籍，然而，海地當局往往剝奪了這些服務。其結果是，多明尼加共和國已被迫補貼了幾十年出生在多明尼加共和國的海地公民醫療保健和教育。特別是經過2010年海地地震後，多明尼加放寬了邊界管制。
一些海地婦女，往往在預產期前最後幾星期到違多明尼加並伴有健康問題，但因為多明尼加公立醫院不能基於國籍或法律地位否認她們的醫療服務，所以被逼照顧她們。

## 人口
近75％的海地人生活在多明尼加共和國不足10年，幾乎70％的海地工人的收入每月低於10000多明尼加比索，只有約7%獲得了每月超過20000多明尼加比索，相比之下，多明尼加人平均收入12441多明尼加比索。只有10％的海地人匯款回海地。
1920年人口普查登記中全國有28258個海地人，1935年的人口普查登記全國有52657海地人，但在1950年的人口普查人口減少到18772人，這是由於1936年多明尼加割讓了一些領土和1937年香菜大屠殺的結果。
在2012年，有458,233海地移民居住在多明尼加共和國，他們中的65.4％為男性，其中76.1％為18至39歲。此外，他們佔蓬塔卡納旅遊區人口的81.1%，幾乎所有酒店職員都是海地人。